# North Caldwell
North Caldwell est un Borough du nord-ouest du comté d'Essex, dans le New Jersey, aux États-Unis. C'est aussi une banlieue de New York.